# Lobivia ancistrophora
Lobivia ancistrophora ist eine Pflanzenart aus der Gattung Lobivia in der Familie der Kakteengewächse (Cactaceae). Das Artepitheton ancistrophora leitet sich von den lateinischen Worten ankistron für ‚Haken‘ oder ‚Widerhaken‘ sowie -phoros für ‚tragend‘ ab und verweist auf die gehakten Dornen der Art.

## Beschreibung
Lobivia ancistrophora wächst einzeln oder bildet Polster. Die niedergedrückt kugelförmigen, glänzend dunkelgrünen Triebe erreichen Durchmesser von bis zu 8 Zentimetern. Es sind 15 bis 20 gerade Rippen vorhanden, die in zahlreiche kleine Höcker gegliedert sind. Der meist einzelne hellbraune Mitteldorn, manchmal sind bis zu vier vorhanden, gelegentlich fehlt er, ist gehakt und bis zu 2 Zentimeter lang. Die drei bis zehn biegbaren, weißlichen Randdornen sind ausgebreitet, leicht krallenförmig zurückgebogen und weisen Längen von bis zu 1,5 Zentimetern auf.
Die kurz bis lang trichterförmigen Blüten erscheinen seitlich und öffnen sich am Tag oder in der Nacht. Sie werden 6 bis 16 Zentimeter lang. Die Blüten duften oder sind duftlos und verschieden – von weiß (manchmal rosafarben überhaucht) bis tiefrot gefärbt. Die länglichen, grünen bis grünlich purpurfarbenen Früchte sind etwas trocken. Sie sind bis zu 1,6 Zentimeter lang und weisen Durchmesser von 0,8 Zentimetern auf.

## Verbreitung, Systematik und Gefährdung
Lobivia ancistrophora ist im Süden von Bolivien und im Norden von Argentinien in Höhenlagen von 600 bis 2500 Metern verbreitet.
Die Erstbeschreibung durch Carlos Luis Spegazzini wurde 1905 veröffentlicht. Boris O. Schlumpberger stellte die Art 2012 in die Gattung Lobivia. Weitere nomenklatorische Synonyme sind Pseudolobivia ancistrophora (Speg.) Backeb. (1942) und Mesechinopsis ancistrophora (Speg.) Y.Itô (1957).
In der Roten Liste gefährdeter Arten der IUCN wird die Art als „Vulnerable (VU)“, d. h. als gefährdet geführt.

## Nachweise